# Buste de Gustave Eiffel par Antoine Bourdelle
Le buste de Gustave Eiffel par Antoine Bourdelle est un buste en bronze doré représentant Gustave Eiffel, sculpté par Antoine Bourdelle et installé au pied de la tour Eiffel. Réalisé vers 1900, il est érigé en 1929 à l'initiative du général Ferrié, sur une stèle dessinée par Auguste Perret et André Granet.

## Localisation
Le monument est installé sous la tour Eiffel, au pied du pilier nord. Il s'élève sur l'esplanade des Ouvriers-de-la-Tour-Eiffel, sur le Champ-de-Mars, dans le 7e arrondissement de Paris.

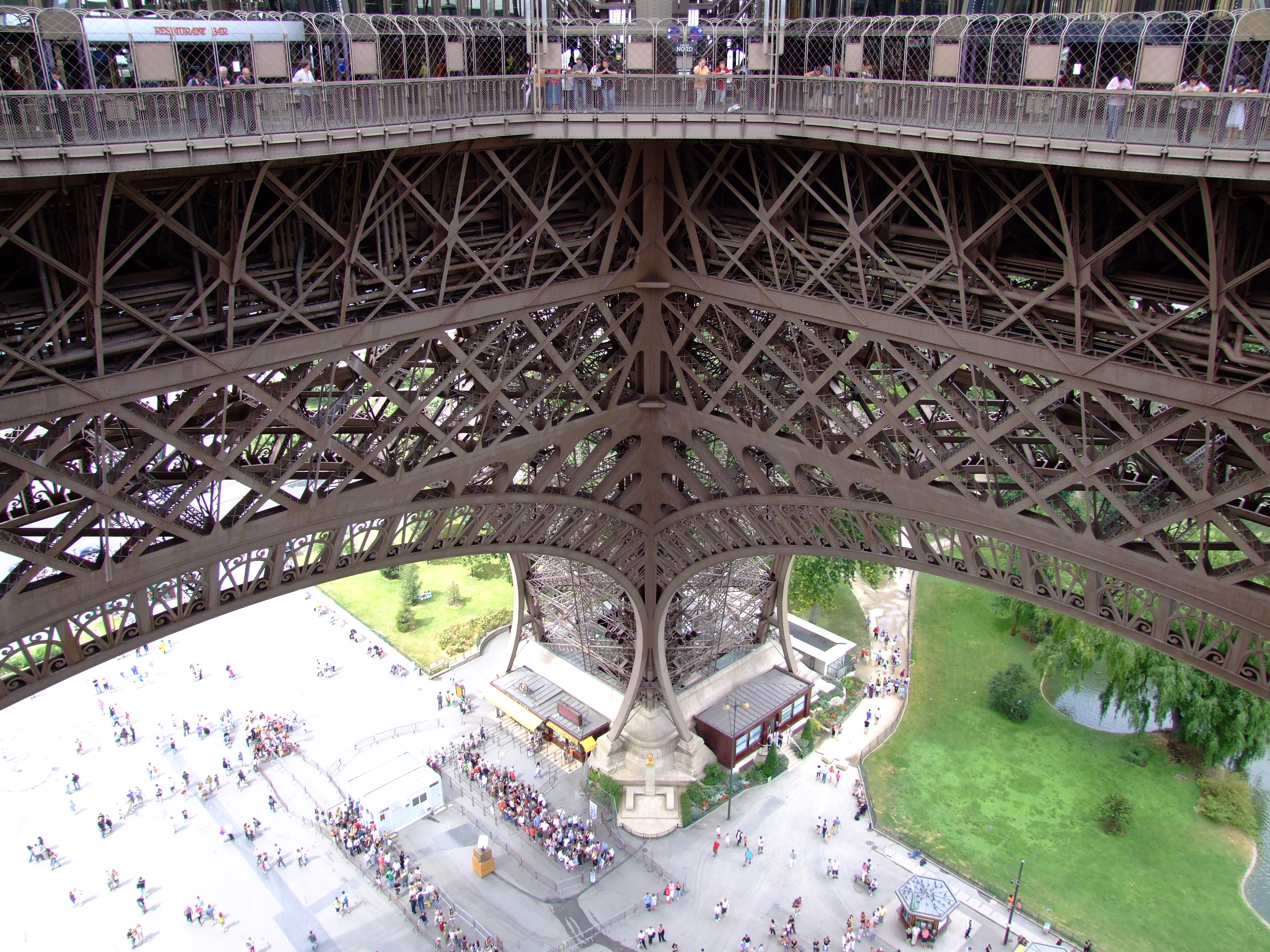
Le monument Eiffel au pied du pilier nord, vu depuis le premier étage de la tour (2008).

## Description
Le monument est composé d'un buste en bronze doré mesurant 123 cm de haut,,, reposant sur une stèle de pierre sur laquelle est simplement gravé « Eiffel / 1832–1923 ».

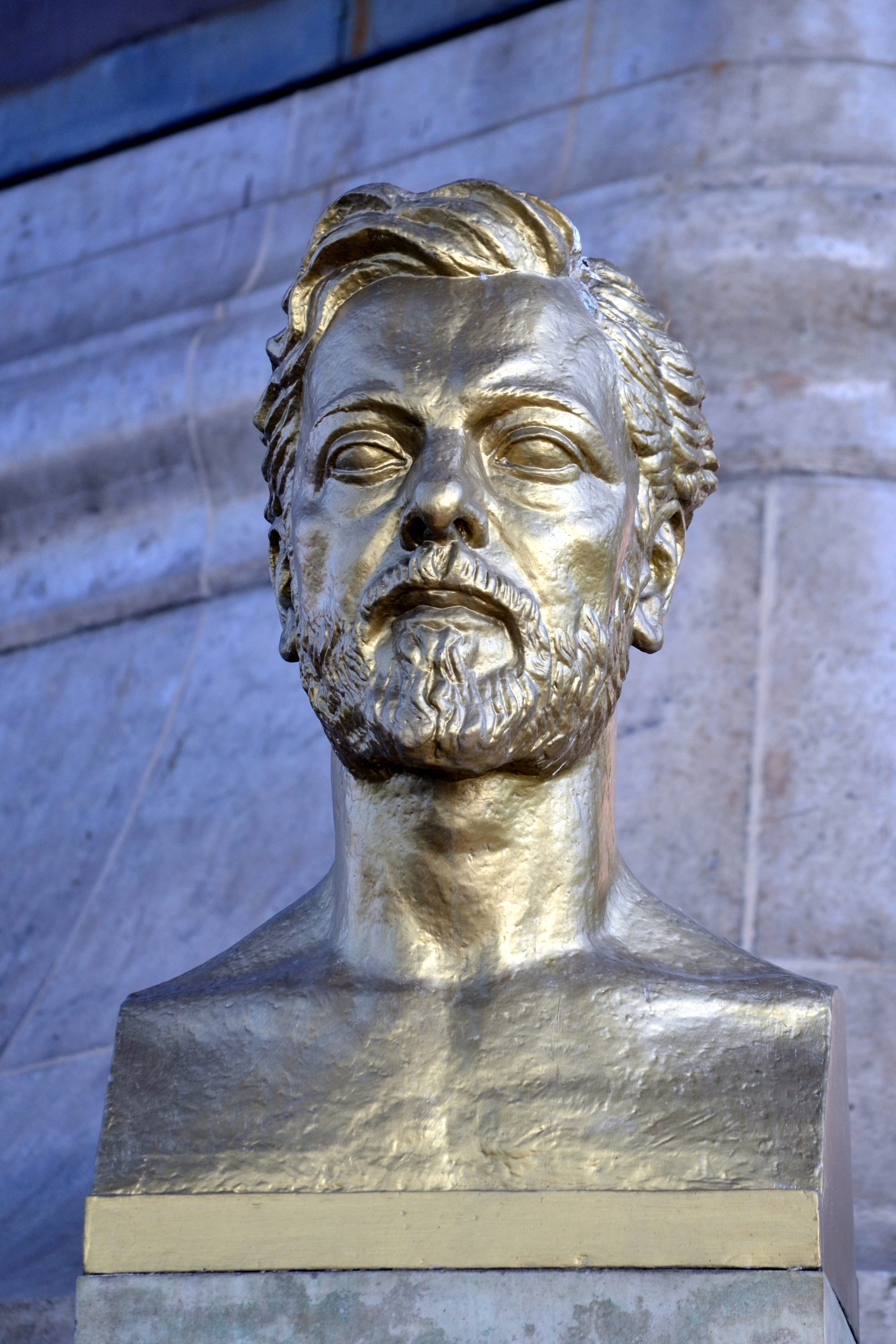
Le buste vu de face (2011).
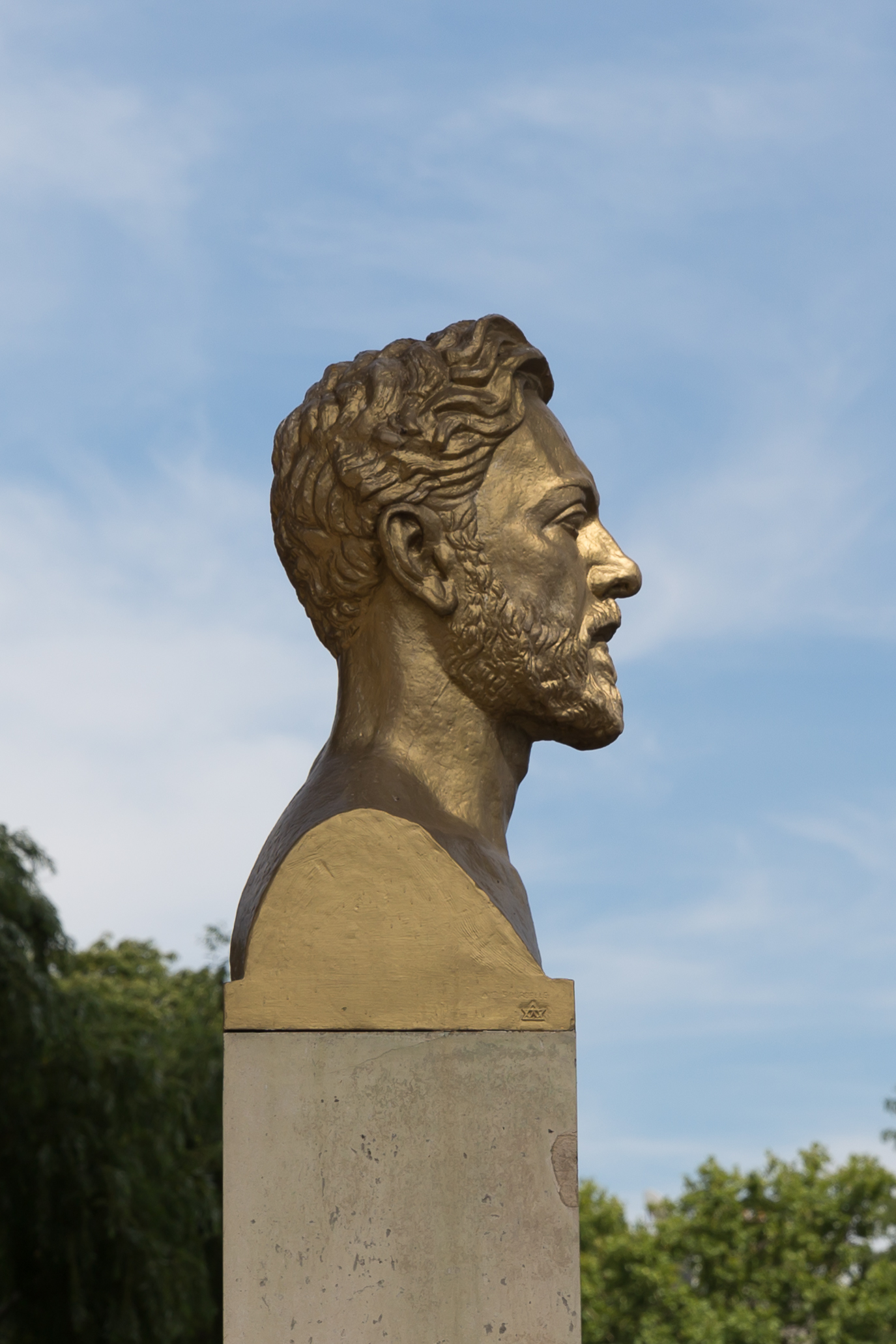
Le buste vu de profil (2015).
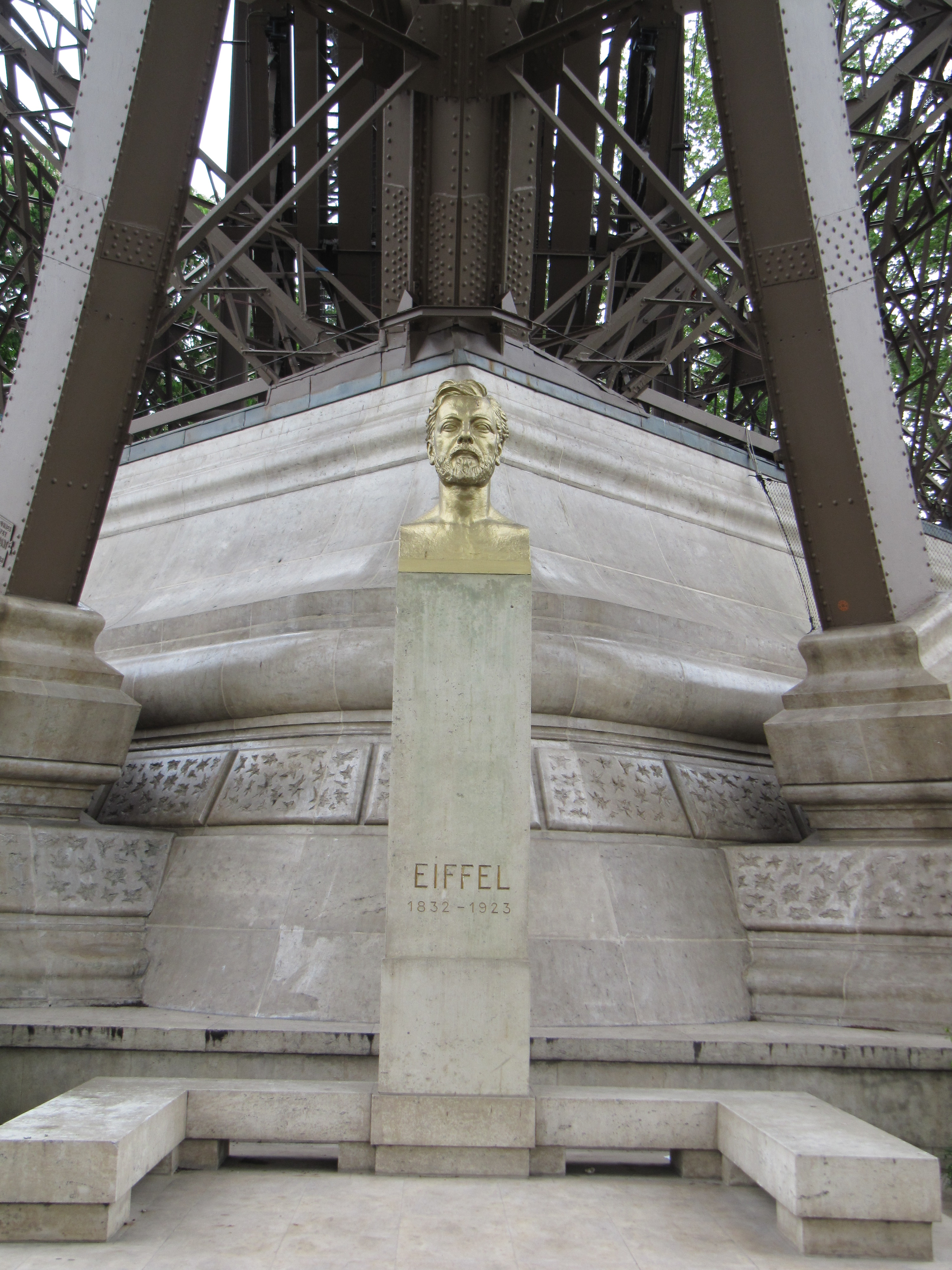
Le monument dans son ensemble, avec le buste et son piédestal (2012).

## Histoire

### Comité
Eiffel mort en 1923, un Comité du monument Eiffel est créé en 1926 pour organiser l'érection d'un monument en son honneur. Ce comité est présidé par le général Ferrié, qui avait initié l'installation de l'antenne TSF au sommet de la tour Eiffel. Il est composé notamment du général Delcambre (d) (directeur de l'Office national de météorologie dont les bulletins météo sont diffusés par Radio Tour Eiffel), d'Henri Deslandres, de l'amiral Fournier, de Léon Gaumont, de Charles Édouard Guillaume, de Rodolphe Soreau (d) et de Gabriel Thomas (ami d'Eiffel et administrateur de la Société de la tour).
En juin 1926, ce comité soumet une pétition au conseil municipal de Paris afin d'obtenir l'érection du monument au pied de la tour Eiffel,,,. Le conseil municipal donne son autorisation en 1927,,, et les souscriptions sont ouvertes en 1928,.

### Auteurs
Le buste est exécuté par Antoine Bourdelle.
Plusieurs sources le datent de 1900,,,, du vivant d'Eiffel.
Néanmoins, une autre source le date de 1927, après la mort d'Eiffel. Une anecdote raconte que comme il n'existe alors de lui qu'un buste réalisé par Léopold Bernstamm, sculpteur du musée Grévin, pour l'exposition universelle de 1889, les héritiers Eiffel craignent que Bourdelle, contraint de travailler d'après daguerréotype, n'égale pas Bernstamm, qui a travaillé d'après modèle ; ils sont finalement enchantés par le travail de Bourdelle, qu'ils jugent très supérieur à celui de Bernstamm.
La stèle en pierre sur laquelle repose le buste est confiée à Auguste Perret avec la collaboration d'André Granet,.

### Inauguration
L'inauguration du monument a lieu le 2 mai 1929,,,, en présence d'enfants et petits-enfants d'Eiffel. Au cours de cette cérémonie, des discours sont prononcés par le général Ferrié, par Louis Germain-Martin (sous-secrétaire d'État aux Postes, télégraphes et téléphones, en raison de l'utilisation de la tour pour la TSF), par Léon Guillet (directeur de l'École centrale de Paris dont Eiffel était issu), et par Georges Lemarchand (président du conseil municipal de Paris),,,, qui loue « l'ingénieur illustre qui dota la Ville Lumière d'un phare éblouissant ».
L'inauguration de ce monument marque le début du retour en grâce de la mémoire d'Eiffel, six ans après sa mort, son image ayant été entachée lorsqu'il a été condamné à une peine de prison dans le scandale de Panama (même si ce jugement a ensuite été cassé par la Cour de cassation). La cérémonie a toutefois lieu devant un public réduit, et Germain-Martin, « prudent, très prudent, [...] choisit de consacrer plus de la moitié de son allocution à célébrer... Ferrié et ses collaborateurs ».

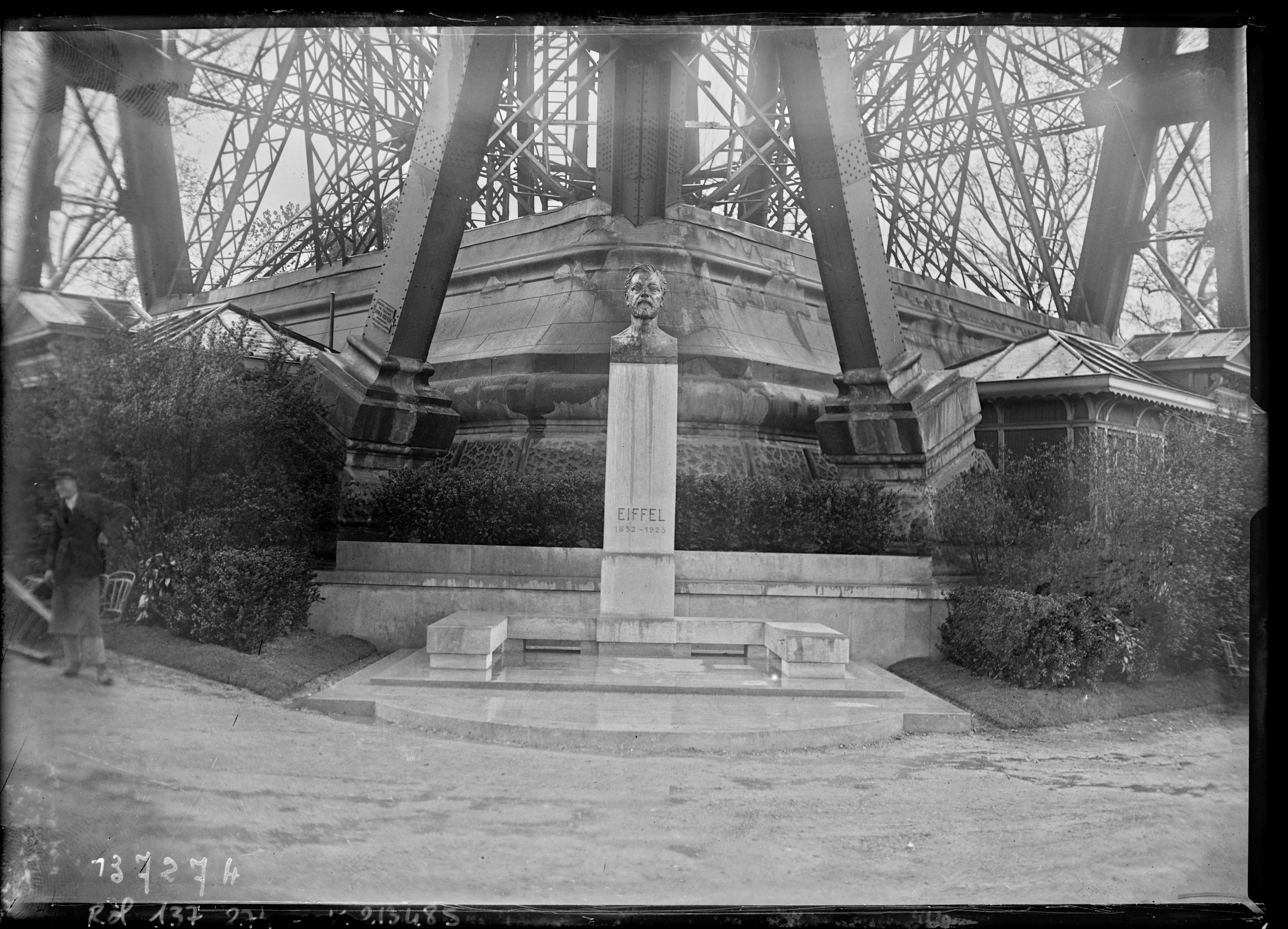
Le monument photographié en 1929 par l'agence Rol.
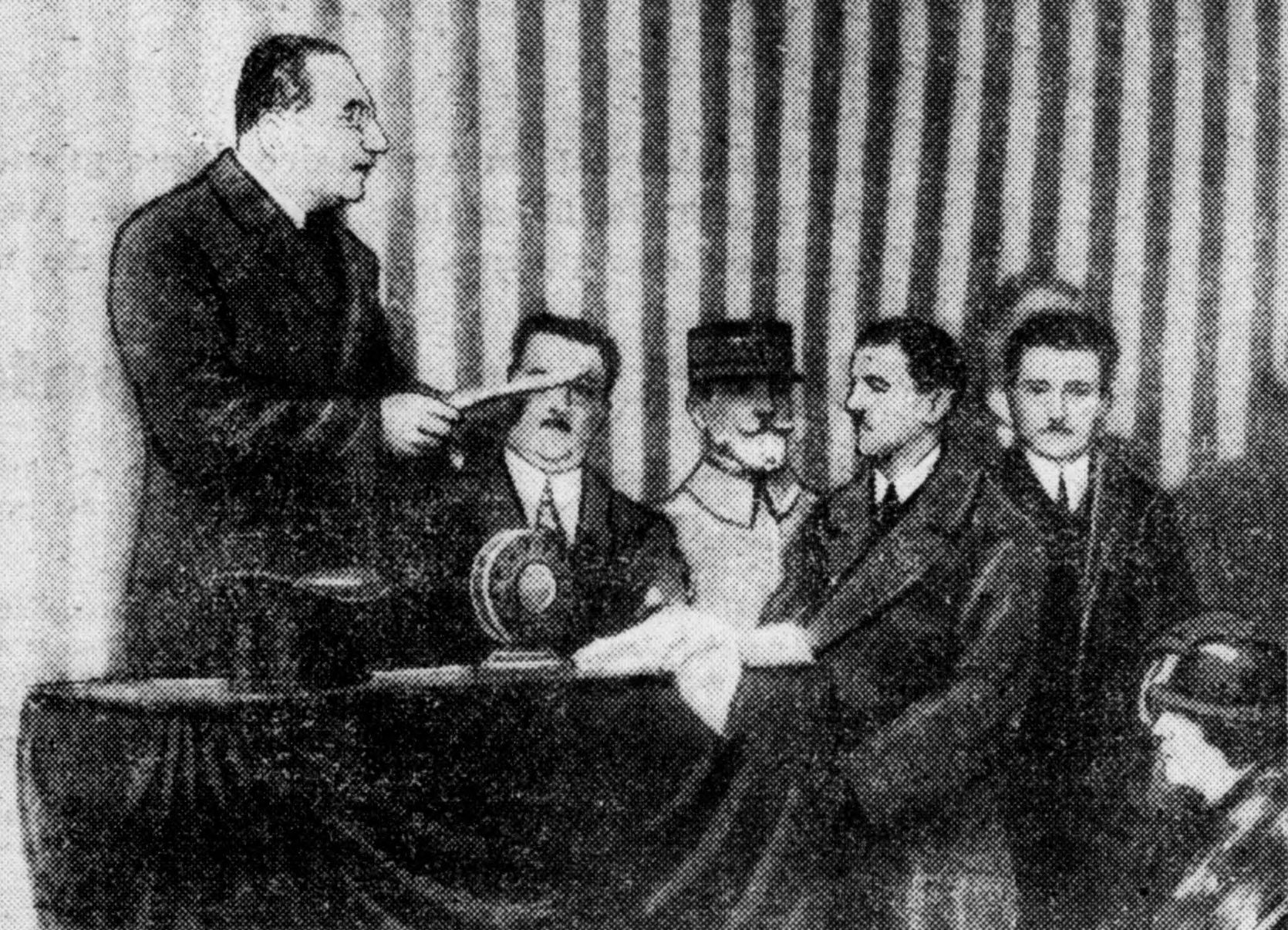
Louis Germain-Martin prononce un discours à l'inauguration du monument, le 2 mai 1929.

## Critique
Selon Louis Germain-Martin dans son discours d'inauguration, le monument est « d'une simplicité et d'une vérité dignes » d'Eiffel, qui « rappellera à tous le souvenir d'un grand Français ». De même, selon Robert Destez du Figaro, le monument « se recommande par son exactitude et sa simplicité. Il n'en fallait pas davantage. » Pour La Revue hebdomadaire, il s'agit d'« un juste hommage ».

## Études et répliques
Une maquette de 29 cm, en plâtre et carton sur socle de bois, est donnée à l'État en 1981 par les héritiers Eiffel et Granet, et conservée au musée d'Orsay (RF 3613),,.
Une épreuve de 59 cm est conservée au musée Bourdelle, (MB BR 984). 
En 1979, la ville de Dijon, où est né Eiffel, demande une réplique du buste,.

## Postérité
Le buste apparaît dans les années 1920 sur une photo de Thérèse Bonney conservée à la Bibliothèque historique de la ville de Paris et au musée Cooper–Hewitt, puis en 1933 sur une photo d'Henri Lacheroy, du groupe des XV,.